# Bernadeta Sobirós
Bernadeta Soubirous, en occità Bernadeta Sobirós, (Lorda, 7 de gener de 1844 – Nevers, 16 d'abril de 1879) era una pastora gascona, que va manifestar que havia tingut una sèrie d'aparicions marianes el 1858. És venerada com a santa per l'Església catòlica.

## Biografia
Primera filla (de nou) del matrimoni format per Loïsa Casteròt i Francés Sobirós, moliner, va néixer al molí de Boly, a Lorda, el gener de 1844. Hi visqué amb els seus pares durant deu anys, fent de pastora i ajudant a casa. La família va passar per dificultats econòmiques i va acabar en la misèria més absoluta, anant a viure en un tuguri anomenat "El Cachot", que havia servit de presó pública i que els va cedir un cosí. Era una habitació d'uns dotze metres quadrats on vivia tota la família, formada per sis persones. Des de petita, Bernadeta tenia una salut feble, havent tingut còlera i, des dels deu anys, asma. No pogué freqüentar l'escola i fins als catorze anys no va començar a aprendre a llegir.
L'11 de febrer de 1858, Bernadeta va anar a recollir llenya i alguna cosa més per poder vendre-ho. Va ser llavors quan va dir que havia vist una aparició, en una cova anomenada Massavièlha, a la vora del riu Gave. En altres aparicions, es va presentar com la Mare de Déu, sota l'advocació de la Immaculada Concepció, que li va transmetre un seguit de missatges i li va fer descobrir el sentit de la vida cristiana fins a arribar a ser model de servei desinteressat als malalts i els pobres.
Les aparicions van ésser investigades per l'Església, que va voler tenir prudència davant del cas. Mentre s'examinava l'afer, van començar a haver-hi notícies de guaricions inexplicables a la cova de les aparicions. El 25 de febrer, en presència d'una gentada i mentre tenia una de les visions, va obrir-se una deu d'aigua sota les mans de la noia, font que continua rajant avui dia. D'acord amb el rector de la vila, que coneixia la noia, era impossible que pogués conèixer què volia dir "Immaculada Concepció", dogma que el Papa acabava de promulgar llavors i que no tenia devoció a la contrada. Tot plegat, Bernadeta va afirmar haver tingut divuit visions, totes al mateix lloc, entre l'11 de febrer i el 16 de juliol de 1858.

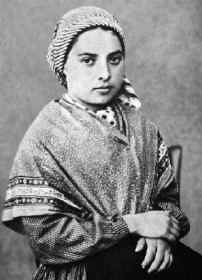
Fotografia de Bernadeta
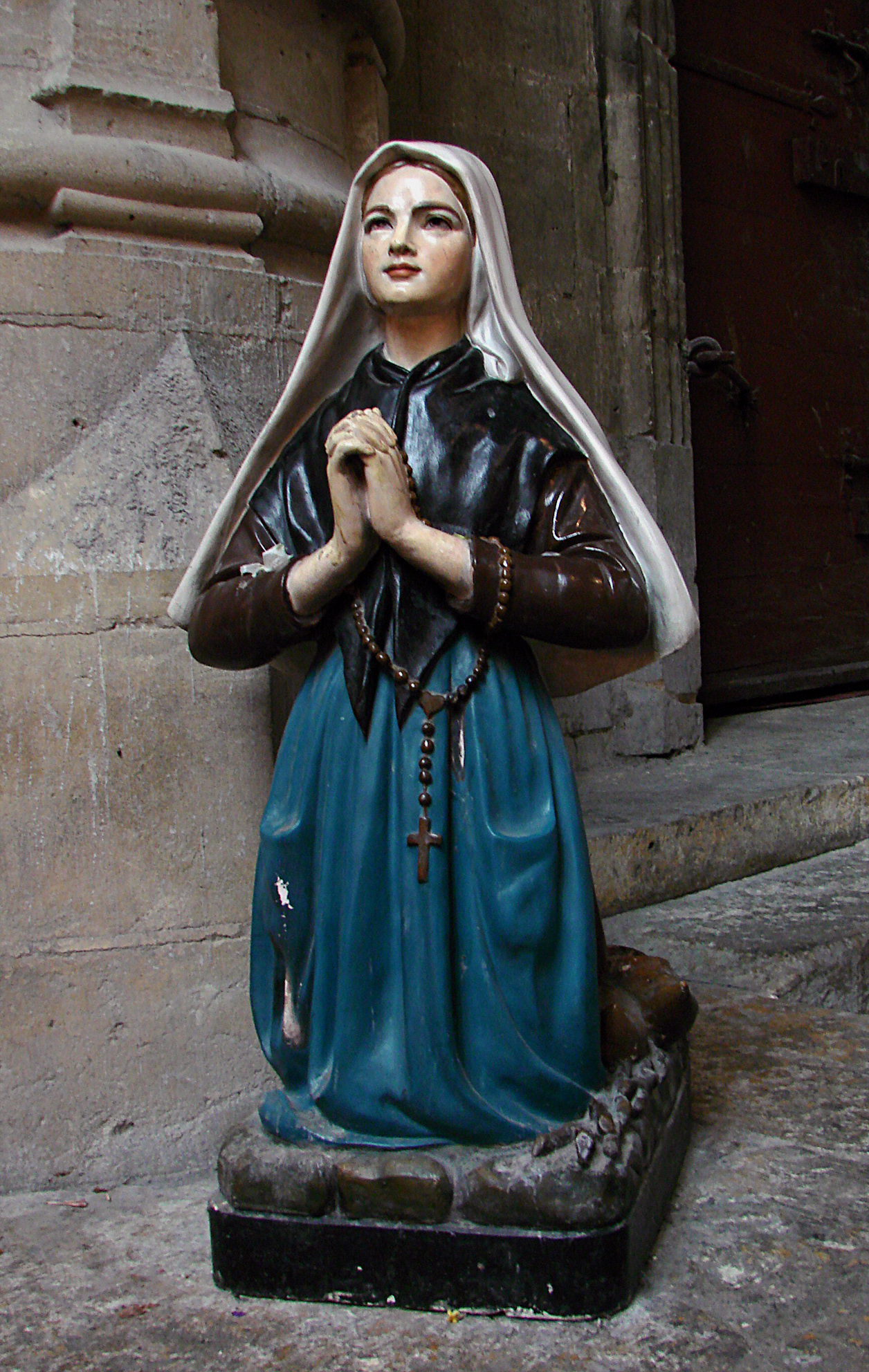
Talla a la catedral d'Aush
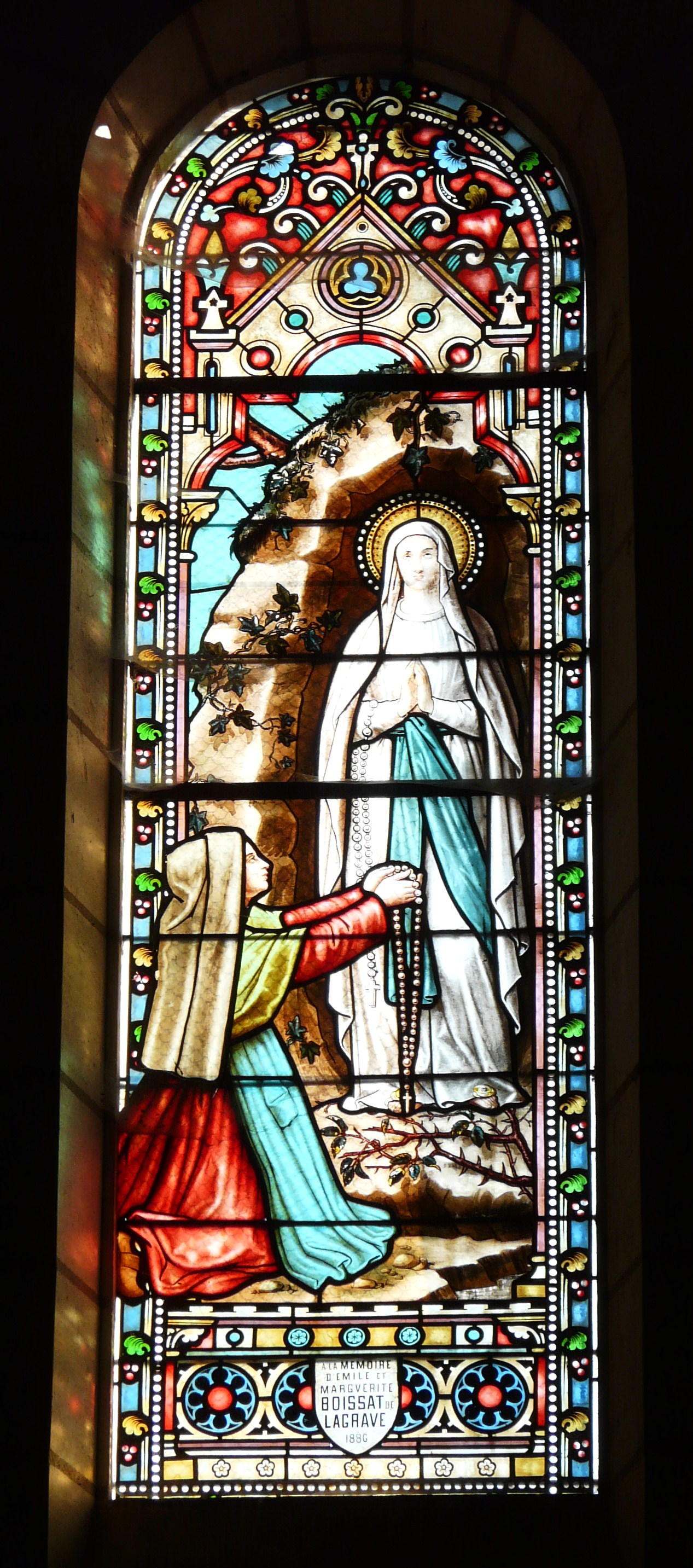
Aparició al vitrall de l'església de Bordelhas

El fet provocà que fos coneguda arreu. D'entrada, no la va creure ningú: la família, els clergues i les autoritats van pensar que s'ho inventava, però ella va defensar les aparicions amb fermesa i arguments insospitats per a la seva edat i formació. L'arribada de pelegrins i les guaricions que s'hi produïen van fer que molta gent volgués veure-la i parlar-hi. Ella, molesta per la fama, es va retirar el 1860 a fer vida de servei a la comunitat de la nova congregació de Filles de la Caritat de Nevers. Hi aprengué a llegir i escriure i, el 1861, escrigué un relat de les aparicions. El gener de 1862, el bisbe de Tarba Bertrand Sévère Laurence va reconèixer oficialment la realitat de les aparicions.
Bernadeta, mentrestant, va iniciar el 1866 el noviciat al convent de Saint-Gildard i, l'octubre de 1867 va fer la professió com a germana de la congregació de Nevers. Treballà com a infermera fins que, el 1878, malalta, hagué de deixar-ho. Morí al convent el 16 d'abril de 1879, a l'edat de 35 anys. Una gran multitud va assistir al funeral el 19 d'abril de 1879.

## Veneració
L'Església Catòlica va acceptar que les aparicions havien estat reals. Des que va morir va ésser venerada popularment a Nevers, tant per les seves visions com pels miracles que se li van atribuir. Ràpidament, la veneració s'estengué per Europa. El procés de canonització s'inicià l'octubre de 1909 i el 1923 Pius XI reconegué l'heroïcitat de les virtuts de Bernadeta i en permeté el culte. Fou beatificada el 12 de juny de 1925 i canonitzada el 8 de desembre del 1933 per Pius XI com a Santa Bernadeta de Lorda. La seva festivitat se celebra el 16 d'abril, aniversari de la seva mort, i a França el 18 de febrer, aniversari de les visions.
El seu cos es troba incorrupte i es pot veure en el Convent de Saint-Gildard de Nevers, dins una urna de vidre. És patrona dels malalts, de les persones ridiculitzades per la seva pietat, dels pobres i de les pastores i pastors.

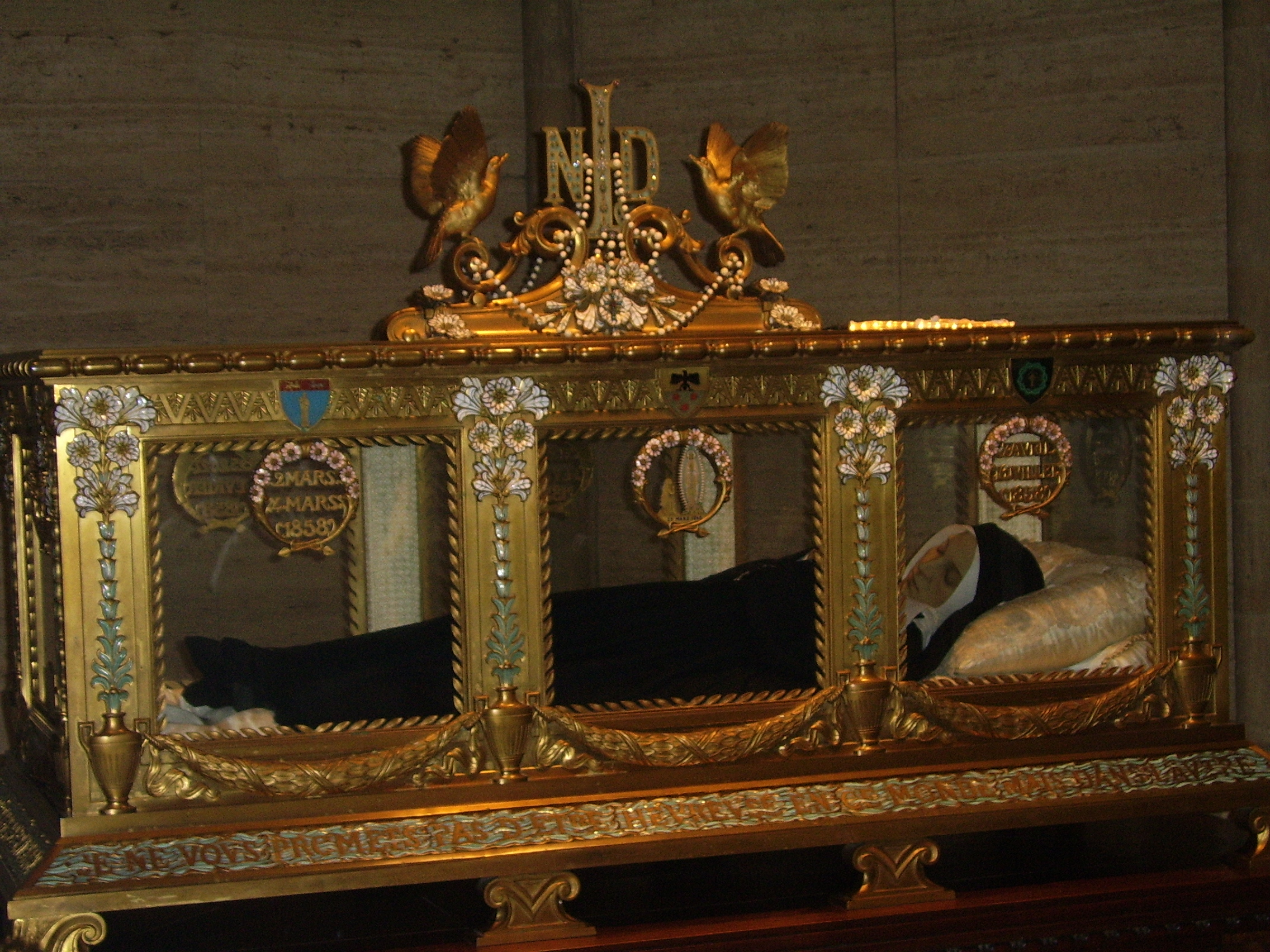
Cos al convent de Nevers
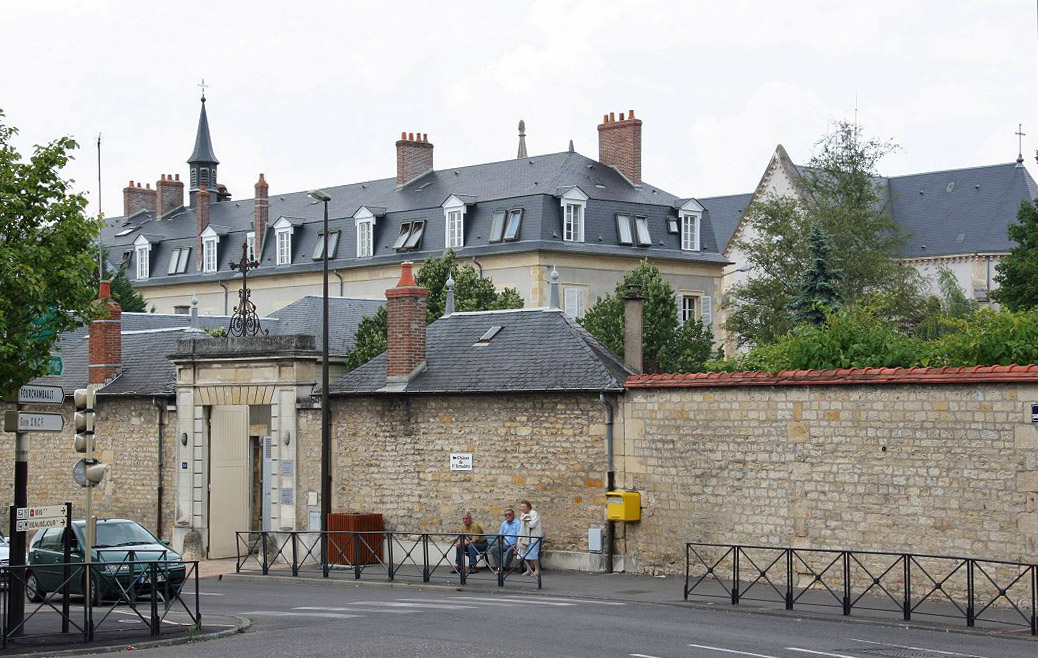
Convent de Nevers, on va morir i és el seu cos
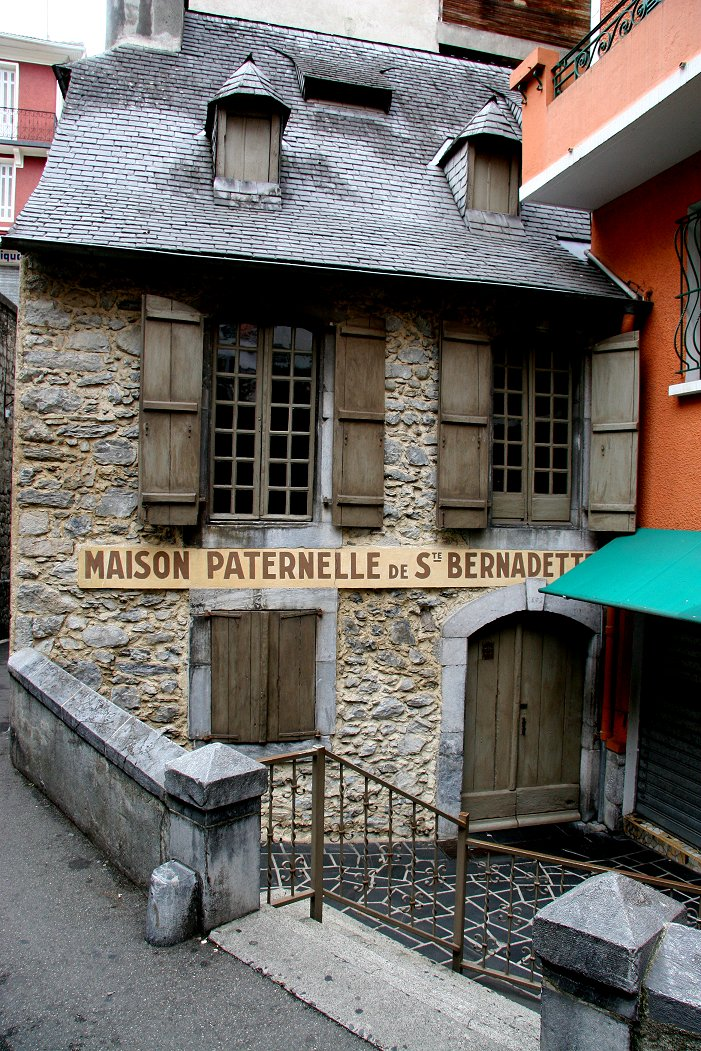
Casa pairal de Bernadeta, a Lorda
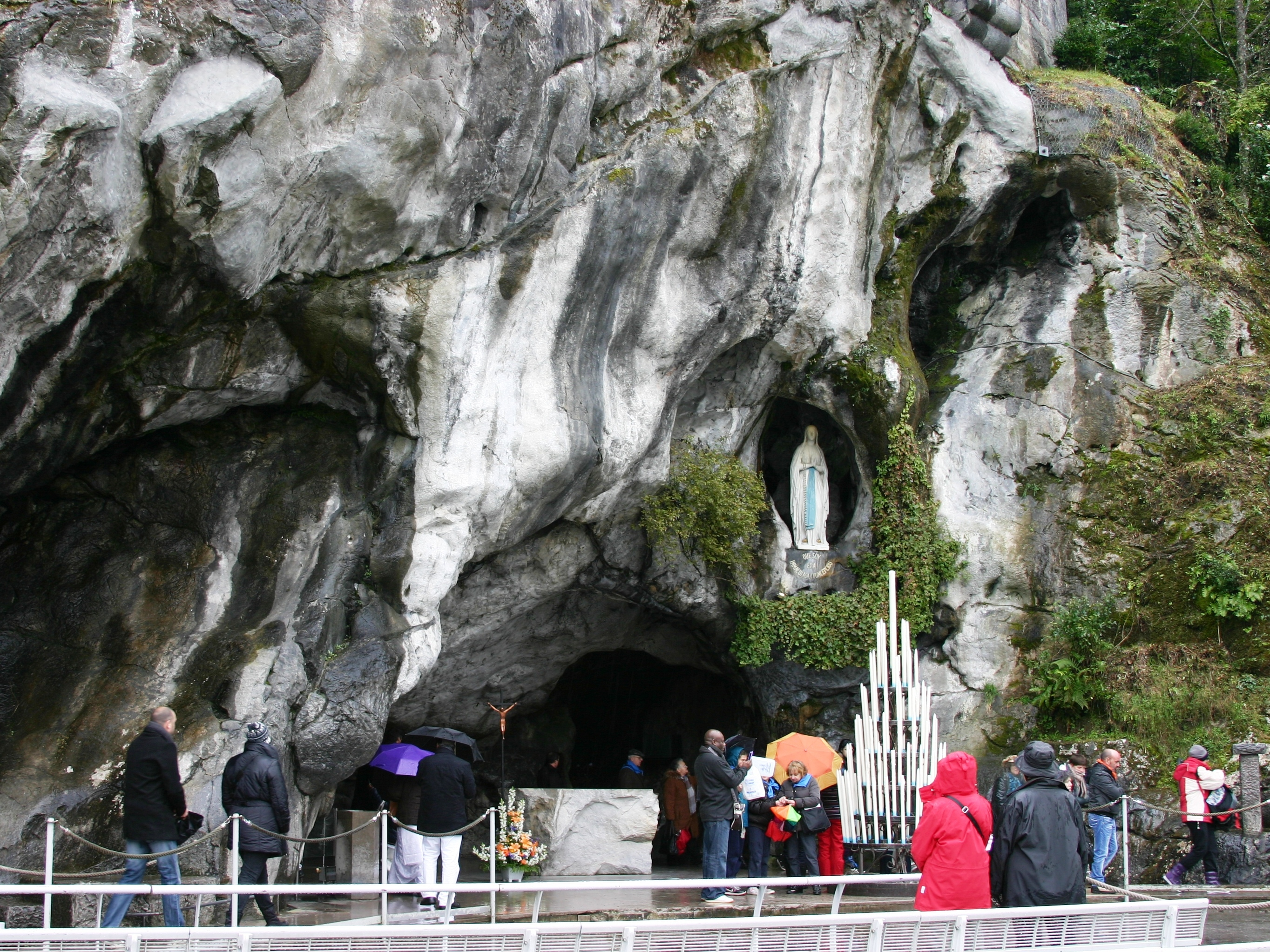
Cova de Massavièlha, a Lorda
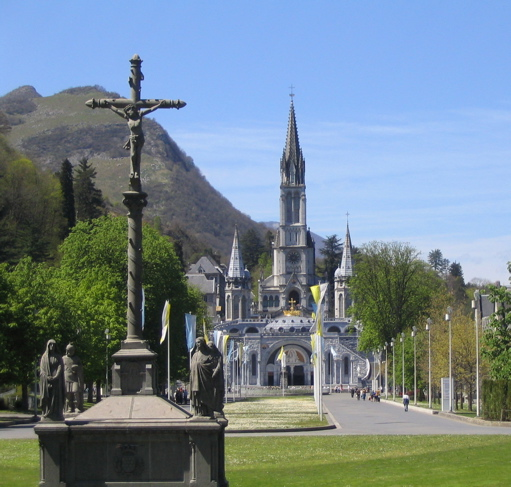
Basílica de la Mare de Déu de Lorda